# Camponotus terricola
Camponotus terricola är en myrart som beskrevs av Vladimir Aphanasjevich Karavaiev 1929. Camponotus terricola ingår i släktet hästmyror, och familjen myror. Inga underarter finns listade.